# Cecilia Aguayo
María Cecilia Aguayo Chaves (Santiago de Chile, 26 de enero de 1965) es una tecladista y médica chilena . Fue tecladista del grupo Los Prisioneros entre 1990 y 1991, en el período de promoción del disco Corazones. Tras la disolución de la banda, formó el grupo electrónico Jardín Secreto junto a Miguel Tapia.

## Biografía
Mientras estudiaba medicina a fines de la década de 1980, Aguayo formó parte de la escena underground de Santiago, participando en talleres de danza independiente y en el grupo de performance Las Cleopatras, dirigido por el productor Vicente Ruiz, y que estaba conformado por la conocida actriz Patricia Rivadeneira, la bailarina Tahía Gómez, la cantante María José Levine y la diseñadora Jacqueline Fresard. El grupo montó cuatro espectáculos, ampliamente cubiertos por la prensa de la época dada la fama de Rivadeneira, en donde Aguayo comenzó a desarrollarse como tecladista.
Durante la experiencia de Las Cleopatras, Aguayo conoció a Jorge González, vocalista de la banda de rock Los Prisioneros, a través de su compañera Jacqueline Fresard (quien era esposa de González) y del mánager de la banda Carlos Fonseca. En 1990 el guitarrista Claudio Narea abandonó Los Prisioneros, por lo que Aguayo fue invitada como apoyo al grupo, que en ese tiempo promocionaba el disco Corazones, el de mayor venta en la historia de la banda, junto con el bajista Robert Rodríguez. En 1991 se presentaron en el XXXII Festival Internacional de la Canción de Viña del Mar, y luego de realizar una gira, la banda se disolvió a principios de 1992.
Hizo una gran amistad con Miguel Tapia, baterista de Los Prisioneros, a quien convenció para formar un nuevo proyecto musical, que sería nombrado Jardín Secreto. El nuevo grupo de tecno-pop comenzó a grabar sus primeros demos en la localidad de Los Molles entre diciembre de 1992 y abril de 1993, y tras sumar a Robert Rodríguez, el baterista Fernando Fuentes y el saxofonista Alejandro Vásquez, lanzaron su primer disco, Jardín Secreto (1993), que incluyó canciones como "Un lugar", elegida como sencillo, e "Historia ociosa", creada originalmente por Tapia para el disco Corazones de Los Prisioneros. En 1997 lanzaron un segundo álbum, El sonido de existir, en el que colaboró Jorge González. En 1998 el grupo se disolvió.
Actualmente ejerce su profesión de médica. Está casada con el productor de música electrónica alemán Uwe Schmidt, quien vive desde 1996 en Chile, y ambos tienen una hija. A pesar de su retiro de la música, Aguayo ha colaborado con algunos de los discos de Schmidt, como Yellow fever! (2006). El 24 de noviembre de 2012, Aguayo y su cónyuge acompañaron a Jorge González en el festival Primavera Fauna, en cuya presentación tocaron íntegramente el disco Corazones de Los Prisioneros.